# Юрасовский, Александр Иванович
Алекса́ндр Ива́нович Юрасо́вский (15 [27] июня 1890, с. Мишково, Орловская губерния — 31 января 1922, Москва) — русский дирижёр, композитор. Сын оперной певицы Н. В. Салиной, внук скрипача В. З. Салина.

## Биография
Родился в селе Мишково Мценского уезда (Орловская губерния; ныне — в Залегощенском районе, Орловская область, Россия).
Окончил юридический факультет Московского университета и Московскую консерваторию (класс фортепиано В. И. Сафонова, композиции — А. Т. Гречанинова и Р. М. Глиэра).
С 1912 года дирижировал общедоступными симфоническими концертами в Москве, Харькове, Одессе. В 1914 по 1917 год состоял в рядах русской армии в Галиции. В 1919 году инициировал создание в Смоленске симфонического оркестра, до 1921 года был его главным дирижёром. С 1921 года заведовал музыкальным отделом Главполитпросвета Наркомпроса РСФСР.
Умер от сыпного тифа.

### Семья
- Отец — Иван Константинович Юрасовский, врач-акушер.
- Мать — Надежда Васильевна Салина (1864—1956), оперная певица, педагог[6][10].

## Сочинения
- опера «Трильби» (1919; на собственное либретто по одноимённому роману Ж. Дю Морье); премьера — 27.2.1924 в Театре музыкальной драмы[5][11]; опера ставилась в театрах Харькова, Киева, Одессы, Баку, Перми, Саратова; в Большом театре (октябрь 1929); в декабре 1933 — в Иркутске; в феврале 1958 — в Улан-Удэ[4].
- симфонические поэмы («Весенняя симфония», «Призраки»)
- 2 трио
- поэма-концерт для фортепиано с оркестром
- романсы
- 14 мелодекламаций
- музыка к спектаклям, в том числе «Принц с мызы» (Малый театр)[4][10].